# Programmeinführung
Als Programmeinführung (auch Konzerteinführung oder Saisoneinführung) werden kulturpädagogische Veranstaltungen bezeichnet, die für das Publikum von Kulturveranstaltungen vor dem Besuch der Aufführung angeboten werden. Auch Schriftwerke wie Opernführer oder Programmhefte gehören zur Programmeinführung im weiteren Sinn.
Häufig bieten Veranstalter von klassischen Konzerten, Theater und Opernhäuser zu diesem Zweck Vorträge von Künstlern, Musikwissenschaftlern oder Dramaturgen an, die entweder als selbständige Veranstaltung (etwa als Matinee am Wochenende vor der Premiere) oder als Begleitprogramm etwa eine Stunde vor der Kulturveranstaltung selbst stattfinden.
Einer größeren Öffentlichkeit bekannt wurden Kurt Pahlens Vorträge bei Festspielen in Wien, Salzburg, Bregenz und München. Pahlen veröffentlichte auch zahlreiche Opernführer und andere Bücher, die musikalische Werke einem breiten Publikum nahebringen sollten. Auch die Einführungsvorträge von Erich Rappl und Stefan Mickisch bei den Bayreuther Festspielen stießen stets auf großes Publikumsinteresse. Mickischs Vorträge erschienen auch auf Tonträgern.
Konzertveranstaltungen, die selbst einführende und erläuternde Wortanteile enthalten, werden Gesprächskonzerte genannt.